# 홋카이도 에어 시스템
홋카이도 에어 시스템(영어: Hokkaido Air System Co, Ltd., 일본어: 北海道エアシステム 홋카이도 에아시스테무[*])은 일본의 지역 항공사로 허브 공항은 오카다마 공항이 있으며 홋카이도를 필두 주주으로 한 항공사로 홋카이도의 거점 공항 간의 노선을 ATR 42-600로 운항하고 있다.

## 역사
일본 열도내 원격 고속 교통 수단으로 홋카이도와 재팬 에어 시스템이 제3섹터 방식으로 설립해 1998년 3월 하코다테 공항을 거점으로 하코다테 공항발 아사히카와 공항과 쿠시로 공항 국내선 노선 운항을 시작했다.
HAC란 약어 홋카이도 에어 커뮤터라고 오해 되는 경우도 있지만 Hokkaido A ir System CO., Ltd.의 약자로 "HAS"고 수 있었지만 설립 당시에는 재팬 에어 시스템 관련 회사로 신치토세 공항에서 운항 보조 업무 및 매점 업무를 담당하는 홋카이도 에어 서비스(HAS)와 중복되기 때문에 HAC로 되었다고 한다. 공식 항공사 코드는 NTH가 된다.
설립 당초부터 재팬 에어 시스템에 속했지만 합병 후 일본항공 그룹 회사 중 하나였으나 항공 동맹인 원월드에도 물론 가맹하지 않았다.
- 1997년 9월 : 회사 설립.
- 1998년 3월 : 운항 개시.
- 2001년 11월 : 하코다테 공항발 센다이 공항행 취항.
- 2003년 8월 : 오카다마 공항 취항.
- 2006년 4월 : 에어 홋카이도 소속 하코다테 공항발 오쿠시리 공항 국내선 노선 인수.
- 2009년 9월 11일 : 일본항공이 홋카이도 에어 시스템의 계열 분리를 표명해 일본항공의 보유 주식 매입을 둘러싸고 홋카이도 의회와 지자체에서 논쟁.
- 2011년 : 일본항공 계열사 분리[1] 및 신치토세 공항에서 오카다마 공항으로 본사 이전.

## 보유 기종

### 현재 보유 중인 기종
- 2022년 1월 기준으로 홋카이도 에어 시스템은 다음과 같은 기종을 보유하고 있다.

## 도장

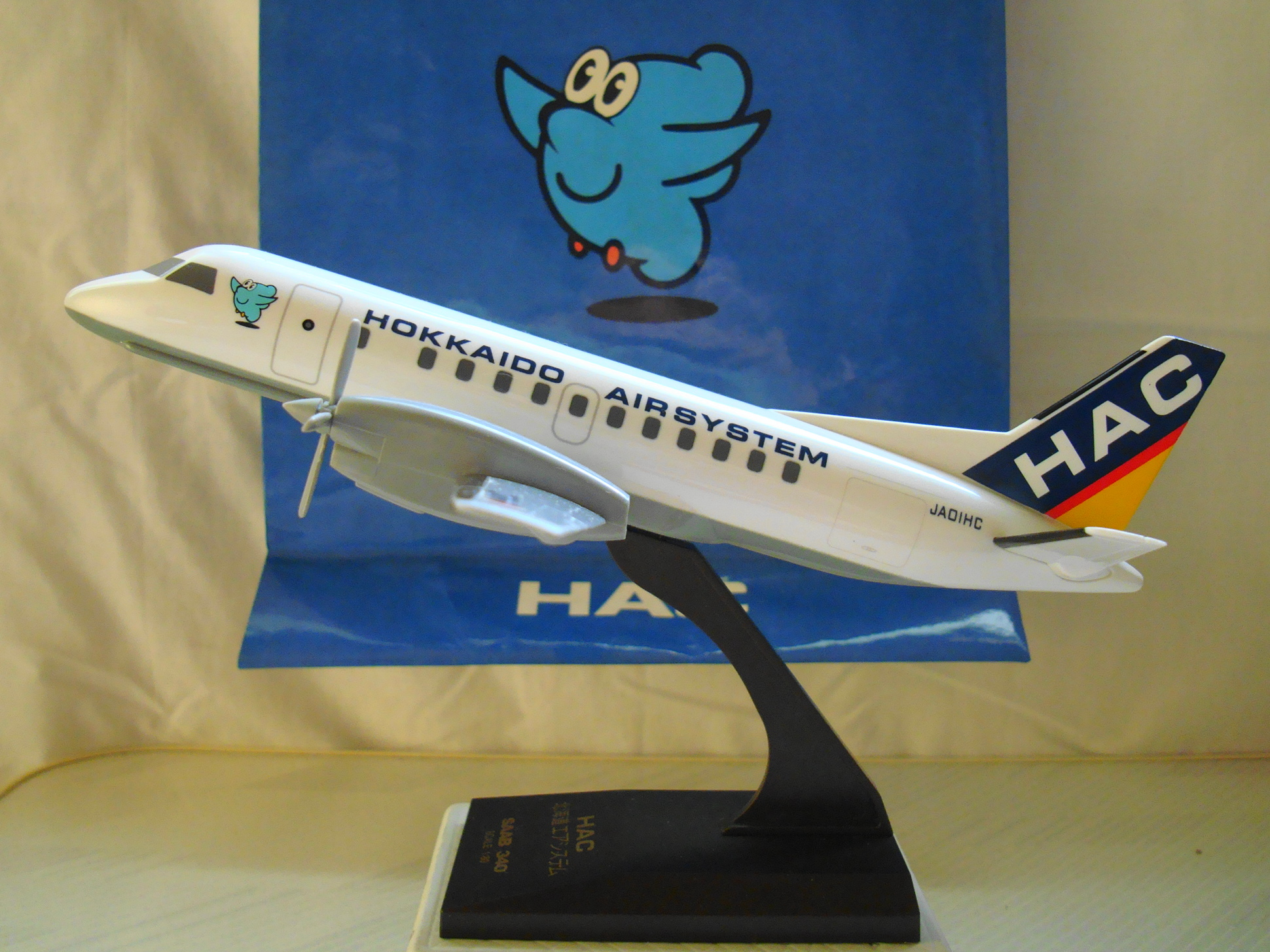
JAS 그룹 당시 도장한 다이캐스트 모델

### JAS 그룹 시대
수직 꼬리 날개에 "레인보우 컬러"를 배치한 일본 에어 커뮤터(JAC)의 2대째 도장에 준하고 있다. 차이점은 "HOKKAIDO AIR SYSTEM" 제목 로고와 수직 꼬리 날개의 "HAC"표기 정도이다. 이밖에 당시 탄생한 은방울꽃 모양의 꽃과 비행기를 맞춘 캐릭터 "핫쿤"을 조종석 옆에 배치했다.

### JAL 그룹 시대
JAL 그룹 "The Arc of the Sun (태양의 아크)"도장으로 "JAL"로고 표기를 "HAC"(A에 막대가 아닌 형태로 새김)로 바꾸고 이어 "HOKKAIDO AIR SYSTEM"로 표기되었다. 하지만 JAL 그룹에서 떨어져 나가면서 새로운 로고가 공모로 결정했다.